# Fredrik Eklund
Fredrik Eklund (Pseudonym Tag Eriksson; * 26. April 1977 in Stockholm) ist ein schwedischer ehemaliger Pornodarsteller der in den Vereinigten Staaten lebt.

## Leben
Eklunds Vater ist der Ökonom Klas Eklund, der schwedische Autor Sigge Eklund ist sein Bruder. Seine Großeltern waren die Schauspieler Bengt Eklund, der in Filmen von Ingmar Bergman mitspielte, und Fylgia Zadig. Nach seiner Schulzeit in Stockholm und einem Jahr in einem Schulaustauschprogramm mit einer US-amerikanischen Schule in Edina im Bundesstaat Minnesota studierte Eklund Ökonomie an der Handelshochschule Stockholm; das Studium beendete er nicht.

## Filmkarriere
Ab 2001 spielte Eklund als Pornodarsteller unter dem Pseudonym Tag Ericsson in mehreren Pornofilmen mit. Für den Film The Hole (eine Parodie auf den Film Ring) erhielt er 2004 den GayVN Award. In einem Interview mit dem Out-Magazin sagte er über diese Zeit: "It was only a week of my life, accumulated. It was spread out over a few months, so it was a very short period of my life. It was something that I tried and quickly decided that I was done with." ("Es war zusammengezählt nur eine Woche meines Lebens. Es verteilte sich über mehrere Monate, es war also nur eine kurze Episode meines Lebens. Es war etwas, das ich probierte und schnell entschied, dass es nichts für mich war.")

## Preise und Auszeichnungen (Auswahl)
- 2004: GayVN Awards

## Filmografie (Auswahl)
- 2003: The Hole
- 2003: American Porn Star
- 2003: Training Camp 1